# Valter Hugo Mãe
Valter Hugo Mãe es el nombre artístico del escritor Valter Hugo Lemos, poeta y narrador portugués nacido en Angola el 25 de septiembre de 1971. Pasó la infancia en Paços de Ferreira y actualmente vive en Vila do Conde. Aunque por el momento solo dos de sus obras han sido traducidas al español, Valter ha recibido el Grande Prémio Portugal Telecom de literatura (2012) y el Prémio José Saramago (2007), entre otros.

## Obras
Poesía
- silencioso corpo de fuga. A Mar Arte. Coímbra: 1996.
- o sol pôs-se calmo sem me acordar. A Mar Arte. Coímbra; 1997.
- entorno a casa sobre a cabeça. Silêncio da Gaveta Edições. Vila do Conde: 1999.
- egon schielle auto-retrato de dupla encarnação. Associação dos Jornalistas e Homens de Letras do Porto. Porto: 1999.
- estou escondido na cor amarga do fim da tarde. Campo das Letras. Porto: 2000.
- três minutos antes de a maré encher. Quasi Edições. V.N. Famalicão: 2000.
- a cobrição das filhas. Quasi Edições. V.N. Famalicão: 2001.
- útero. Quasi Edições. V.N. Famalicão: 2003.
- o resto da minha alegria seguido de a remoção das almas. Cadernos do Campo Alegre. Porto: 2003.
- livro de maldições. Objecto Cardíaco. Vila do Conde: 2006.
- pornografia erudita. Edições Cosmorama. Maia: 2007.
- bruno. Littera Libros. Badajoz (Espanha): 2007.
- folclore íntimo. Edições Cosmorama. Maia: 2008.
- contabilidade. Objectiva (Alfaguara). Lisboa: 2010.

Novela
- o nosso reino. Temas e Debates. Lisboa: 2004. / Objectiva (Alfaguara). Lisboa: 2011.
- o remorso de baltazar serapião. QuidNovi. Porto: 2006. / Objectiva (Alfaguara). Lisboa: 2011.
- o apocalipse dos trabalhadores. QuidNovi. Porto: 2008. / Objectiva (Alfaguara). Lisboa: 2011.
- a máquina de fazer espanhóis. Objectiva (Alfaguara). Lisboa: 2010.
- o filho de mil homens. Objectiva (Alfaguara). Lisboa: 2011.
- A Desumanização. Porto Editora. Porto: 2013.
- Homens Imprudentemente Poéticos. Porto Editora. Porto 2013.

Literatura infantil
- A Verdadeira História dos Pássaros. Booklândia (QuidNovi). Porto: 2009.
- A História do Homem Calado. Booklândia (QuidNovi). Porto: 2009.
- o rosto. Objectiva (Alfaguara). Lisboa: 2010. (ilustrações de Isabel Lhano)
- O paraíso são os outros. (Porto Editora) Porto: 2014
- As mais belas coisas do mundo. Objectiva (Alfaguara). Lisboa: 2010. (ilustrações de Paulo Sérgio Beju)
- Palavras bonitas sobre contas. Tcharan. Porto: 2017. (Ilustrações de Cátia Vidinhas)

Otras publicaciones
- O Futuro em Anos-Luz. 100 Anos. 100 Poetas. 100 Poemas. Quasi Edições. V.N. Famalicão: 2001. (antologia poética - selecção e organização)
- Série Poeta. Quasi Edições. V.N. Famalicão: 2001. (antologia poética, dedicada a Júlio/Saúl Dias - selecção e organização)
- A Alma não é Pequena - 100 Poemas Portugueses para sms. Edições Centro Atlântico. V.N. Famalicão: 2003. (antologia poética - selecção e organização, com Jorge Reis-Sá)
- Desfocados Pelo Vento. A Poesia dos Anos 80 Agora. Quasi Edições. V.N. Famalicão: 2004. (antologia poética - selecção e organização)
- Apeadeiro, Revista de Atitudes Literárias - Nº4 / Nº5. Quasi Edições. V.N. Famalicão: 2004. (co-direcção, com Jorge Reis-Sá)
- Afectos e Outros Afectos. Quasi Edições. V.N. Famalicão: 2004. (poesía, com Jorge Reis-Sá e pinturas de Isabel Lhano)
- São Salvador do Mundo. Edições Gailivro (Leya). Amadora: 2008. (turismo, com ilustrações de Rui Effe)
- Contos Policiais. Porto Editora. Porto: 2008. (antologia policial, com organização de Pedro Sena-Lino - conto)
- Rodrigues, José Cunha. À Luz da Kabbalah. Guerra & Paz. Lisboa: 2008. (prefácio)

## Obras editadas en español
- 2009 - El apocalipsis de los trabajadores.

- 2010 - La máquina de hacer españoles.

- 2011 - Folclore íntimo.

- 2018 - Hombres imprudentemente poéticos.